# Japán kormányzói épület
A japán kormányzói épület (hangul: 조선총독부 청사, Csoszon-cshongdokpu cshongsza, handzsa: 朝鮮總督府廳舍, RR: Joseon-chongdokbu Cheongsa) a japán gyarmati időszakban, 1926-ban épült neoklasszicista stílusban a Kjongbok (Gyeongbok) palota területén Szöulban. A Japánban élt német építész, Georg de Lalande tervei alapján készült. Az épület lebontását heves vita előzte meg, több történész és művészettörténész is azzal érvelt, hogy meg kell őrizni az épületet, mint Korea múltjának emlékeztetőjét, végül azonban a lebontása mellett döntött a parlament és 1995-ben megkezdődött a lerombolása. Az épület kupoláját a Koreai Függetlenség Csarnokába szállították, ahol a földbe temették, kilátszó része pedig olyan mélyen fekszik, hogy a látogatók felülről tekinthetnek le rá („lenézhetik”). Az épület többi részét föld alá temették, egy részének darabjait pedig elszórták a csarnok területén.

## Története
Csoszon (Joseon) 1910-ben japán gyarmattá vált. Korea japán kormányzójának épületét még 1912-ben elkezdték tervezni, a német Georg de Lalande (1872–1914) kapott rá megbízást. 1914-ben Lalande azonban elhunyt és két japán építész, Nomura Icsiró (1868–1942) és Kunieda Hirosi (1879–1943) fejezték be a terveket. Az épület tervezésében azonban koreai építészek és mérnökök is részt vettek. Az épület alaprajza a nap jelentésű 72-es radikális, 日 (nicsi) alakját tükrözi, mely Japán nevében (日本, Nihon) is szerepel. Vasbetonból és téglából készült, gránitborítással és kupolát emeltek a tetejére. Alakja hasonlít az indiai és szingapúri brit kormányzói épületéhez. A gyarmatosítók az épületet szimbolikusan a trónterem elé építették, elzárva a kilátást a Kjongbok (Gyeongbok) palotára. Mindehhez a palota több eredeti épületét és kapuját elbontották. A felszabadulás után, 1945 és 1948 között az amerikai katonai adminisztráció főhadiszállása volt, Capital Hall néven. A koreai háborúban a belseje teljesen elpusztult. 1963 és 1975 között a dél-koreai parlament épületeként funkcionált, 1968-ban a nyugati stílusú kaput elbontották és helyreállították a japánok által lerombolt Kvanghvamun (Gwanghwamun) kaput. 1986-ban a Koreai Nemzeti Múzeum költözött ide.
Az épület sorsáról hosszú évtizedeken át zajlott vita, egyes elnökök megőrzéspártiak voltak, Cson Duhvan (Jeon Duhwan) múzeummá alakíttatta, hogy tanulságul szolgáljon az eljövendő nemzedékek számára, azonban a kilencvenes évek elején egyre hangosabbak lettek a lebontáspártiak, és végül 1993-ban Kim Jongszam (Kim Yeongsam) elrendelte az épület lebontását. Arról is vitatkoztak az építészek, művészettörténészek és politikusok, hogy részben vagy teljesen bontsák el, illetve, hogy ha elbontják, valahol újjáépítsék-e. Az elbontás fő motivátora a helyszín volt, hiszen a koreai identitáshoz és történelemhez szorosan kapcsolódó Kjongbok (Gyeongbok) palota területére építették a japánok, így egyértelműen az elnyomás szimbóluma lett. 1995. augusztus 15-én, a Japántól való függetlenség 50. évfordulóján kezdték elbontani. A kupolát levették és a Koreai Függetlenség Csarnokába szállították, ahol az emberek szimbolikusan magasról tekintenek le rá. Az épület egyes darabjait szétszórták a területen.

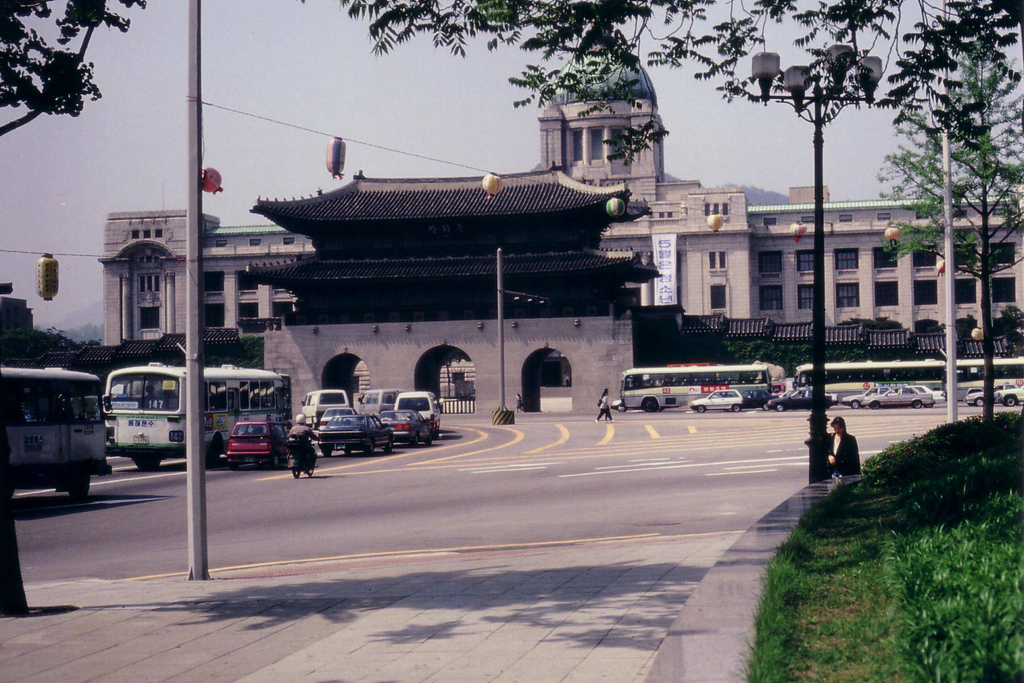
A helyreállított Kvanghvamun (Gwanghwamun) a kormányzói palota előtt
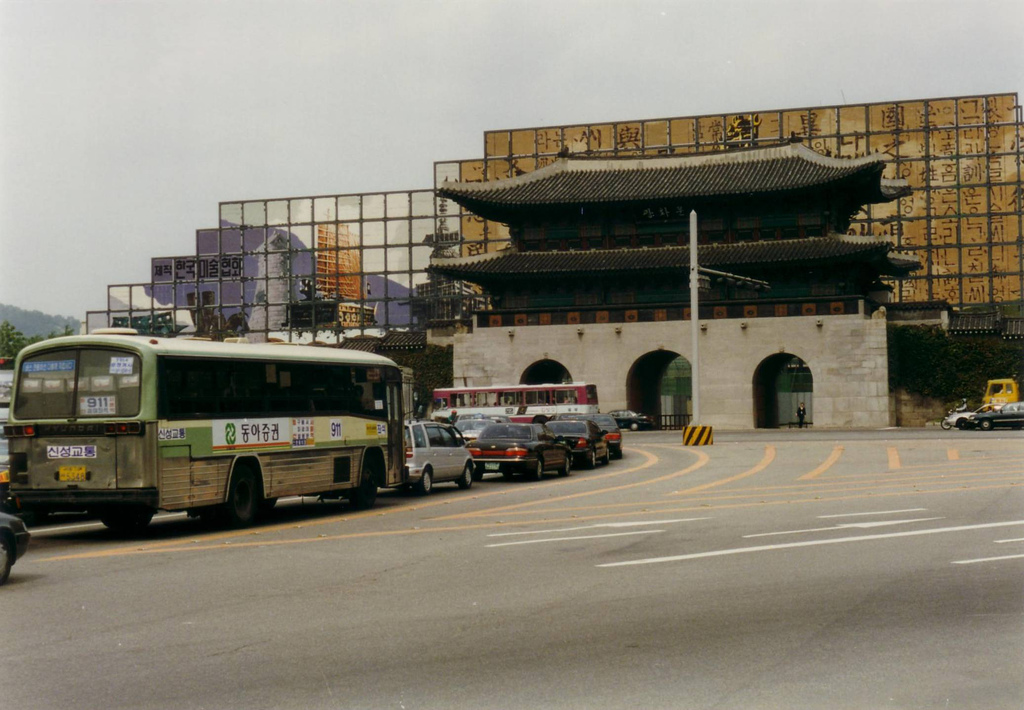
A bontás eltakarása transzparensekkel
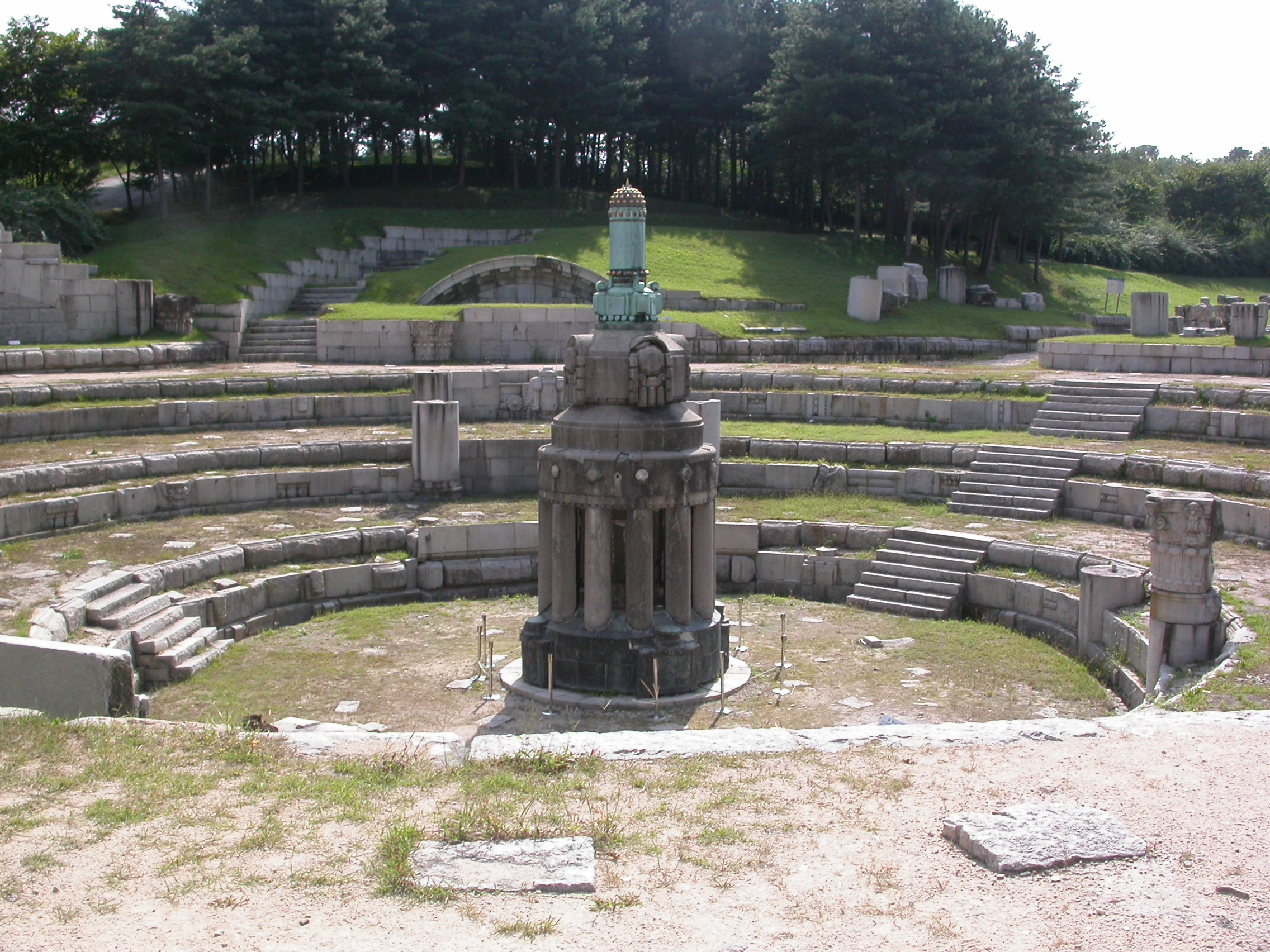
Az épület földbe temetett kupolája a Koreai Függetlenség Csarnokának területén